# Incidente diplomático da Bolívia com Espanha e México em 2019-2020
O incidente diplomático da Bolívia com a Espanha e o México começou em 27 de dezembro de 2019, quando o governo de transição da Presidente Jeanine Áñez acusou diplomatas espanhóis de tentar remover funcionários bolivianos do governo Evo Morales que se encontram exilados na Embaixada do México em La Paz.
Os governos da Bolívia e do México já haviam entrado em atrito devido ao asilo e apoio ao ex-presidente Evo Morales, que renunciou ao cargo devido à pressão dos protestos do final de 2019 na sequência de uma suposta fraude eleitoral nas eleições gerais de outubro do mesmo ano, que a OEA considerou num relatório como "manipulação deliberada". O governo mexicano liderado por Andrés Manuel López Obrador também tinha dado refúgio a outros funcionários do governo de Morales, a quem o novo governo de Jeanine Áñez abriu processos de investigação por suas ações durante os protestos.

## Contexto

### Incidentes com o México
Evo Morales, que já se encontrava exilado no México desde 13 de novembro de 2019, argumentou que na Bolívia houve um "golpe de Estado" contra ele. O México, juntamente com outros países e órgãos regionais e internacionais, apoiaram essa posição. Para a Bolívia, Morales estava incitando a população à violência, inclusive em 22 de novembro, o Ministério Público do país sul-americano acusou formalmente o ex-presidente de patrocinar sedição e terrorismo.
Em 12 de dezembro de 2019, Morales se refugiou na Argentina com a permissão do recém-eleito presidente Alberto Fernández; tal situação interrompeu  por um período os confrontos internacionais, pois o governo de Áñez deu mais importância aos assuntos internos, como o agendamento de novas eleições gerais para 2020.
Em 26 de dezembro de 2019, o governo mexicano anunciou que processaria a Bolívia perante o Tribunal Internacional de Justiça pelo suposto assédio em sua embaixada em La Paz, o país sul-americano concordou em recorrer e considerou as reivindicações mexicanas como "infundadas".

### Incidentes com a Espanha
O governo da Espanha solicitou em 19 de novembro de 2019 que fosse realizada uma “investigação independente” na Bolívia antes que ocorresse uma escalada de violência na cidade de Sacaba durante os protestos, nos quais o governo de Áñez estava envolvido, este último informou que não houve escalada de violência através de sua chancelaria.

## Crise

### Confronto na Embaixada do México em La Paz
Em 27 de dezembro de 2019, um dia após o anúncio do processo mexicano, a Bolívia acusou a diplomacia espanhola de "atropelar" sua soberania, após um grupo de diplomatas europeus tentar adentrar na Embaixada do México em La Paz  com homens encapuzados para retirar os funcionários de Evo Morales e membros do Movimento para o Socialismo do referido prédio sem informar o governo boliviano. O Ministério das Relações Exteriores da Bolívia emitiu a seguinte declaração:
A chanceler boliviana Karen Longaric declarou que o governo já enviou notas do que aconteceu as instituições internacionais como União Europeia, Nações Unidas, Organização dos Estados Americanos, entre outras.
A Bolívia também ordenou a expulsão de duas autoridades espanholas. Em 31 de dezembro, o mesmo ocorreu com María Teresa Mercado, embaixadora mexicana.
Em 28 de dezembro de 2019, Jorge Quiroga, ex-presidente da Bolívia e delegado presidencial do governo de Jeanine Áñez, pediu ao presidente espanhol Pedro Sánchez que assuma sua responsabilidade no incidente e também tachou o partido político Podemos de «colonialismo da cumplicidade criminal» pelo relacionamento deste último com altos dirigentes do governo Evo Morales, declarando que tanto Sánchez como o Podemos têm medo do que possa ser descoberto. Em 30 de dezembro, ele se referiu novamente aos policiais espanhóis envolvidos no incidente «com complexos de James Bond e delírios coloniais de Pizarro».
Em 4 de janeiro de 2020, membros do Grupo Especial de Operaciones, que estiveram envolvidos no incidente, abandonaram o país sul-americano através do Aeroporto Internacional de El Alto sob vaias com frases como: «¡Fuera!», «¡Maleantes!», «¡Bolivia se respeta!» e «¡Bolivia libre!».
Em 9 de janeiro de 2020, o procurador boliviano Juan Lanchipa Ponce pediu à Espanha que apresentasse um relatório sobre o envolvimento do Grupo Especial de Operaciones na visita de autoridades espanholas à embaixada mexicana.

### Resposta espanhola
O governo espanhol informou em 30 de dezembro que Cristina Borreguero, que liderava o grupo, realizou apenas uma visita "exclusivamente de cortesia" e negou que tivesse como motivo "de facilitar a saída de pessoas que se encontravam exiladas naquelas dependências".
«Em reciprocidade com o gesto hostil do governo interino da Bolívia» de expulsar três diplomatas espanhóis do país, o governo da Espanha respondeu com a notificação da expulsão de três membros da equipe diplomática boliviana na Espanha. Também retirou seis de seus funcionários da Bolívia.

### Resposta mexicana
Em 30 de dezembro de 2019, o México anunciou que não expulsará nenhum diplomata boliviano, nem romperá relações com o país sul-americano.
O governo mexicano defendeu sua política de asilo em 2 de janeiro de 2020 em favor do funcionários bolivianos do ex-presidente Morales Em 3 de janeiro, o México anunciou que enviará um encarregado de negócios 'ad interim' para representação à Bolívia.